# Höllentorkopf
Le Höllentorkopf est une montagne d'une altitude de 2 150 m dans le massif alpin du Wetterstein, en Allemagne.

## Géographie

### Situation
Le Höllentorkopf ferme les contreforts nord de l'Alpspitze comme une pierre angulaire. Alors que ses faces nord-ouest et sud-ouest s'enfoncent abruptement dans la Höllental, une crête part du sommet vers le sud-est en direction de l'Osterfelderkopf.
Le sommet du Höllentorkopf permet d'observer la Zugspitze, la Höllental, les parois sud du Waxensteinkamm et la vallée de la Loisach.

## Ascension
La roche solide, les courtes distances jusqu'aux entrées et l'accès aisé par la station de montagne Alpspitzbahn (de) à 2 050 m font du Höllentorkopf une destination très populaire en escalade avec des voies cotées 4 à 6.
Les voies de la face sud-ouest sont facilement accessibles depuis la station supérieure par la Rinderscharte et le Rinderweg. Les voies de la face nord et nord-est sont accessibles par le Hupfleitenjoch (1 754 m) et le sentier qui part de là en direction du refuge.
L'itinéraire le plus facile vers le sommet du Höllentorkopf passe par la crête sud-est et a un niveau de difficulté 2.